# Giovanni Vincenzo Monforte
Giovanni Vincenzo Monforte (Sorrento, 21 dicembre 1733 – Napoli, 15 giugno 1802) è stato un arcivescovo cattolico italiano.

## Biografia
Giovanni Vincenzo Monforte nacque nel dicembre del 1733 a Sorrento; fu ordinato sacerdote il 24 maggio 1777. Il 18 dicembre 1786 fu nominato vescovo di Tropea e ricevette l'ordinazione episcopale tre giorni dopo. Questa città gli dedicò una lapide in latino nel 1790. Il 29 gennaio 1798 divenne vescovo di Nola, dove restò fino al 24 maggio 1802, quando ricevette la nomina di arcivescovo di Napoli; qui morì il 15 giugno dello stesso anno.

## Genealogia episcopale
La genealogia episcopale è:
- Cardinale Scipione Rebiba
- Cardinale Giulio Antonio Santori
- Cardinale Girolamo Bernerio, O.P.
- Arcivescovo Galeazzo Sanvitale
- Cardinale Ludovico Ludovisi
- Cardinale Luigi Caetani
- Cardinale Ulderico Carpegna
- Cardinale Paluzzo Paluzzi Altieri degli Albertoni
- Papa Benedetto XIII
- Papa Benedetto XIV
- Papa Clemente XIII
- Cardinale Francesco Saverio de Zelada
- Arcivescovo Giovanni Vincenzo Monforte